# 景谷河水库
景谷河水库也称响水水库，位于中华人民共和国云南省普洱市景谷傣族彝族自治县景谷镇北部，是景谷河上的一座中型水库。水库工程于1983年9月开工建设，1990年5月竣工。水库总库容5670万立方米，正常蓄水位1323米。水库主坝为浆砌石重力坝，坝高53米，坝顶长108米，宽6米。水库主要用于农业灌溉，兼顾防洪、发电及城镇供水。水库有效灌溉面积2330公顷，设计防洪标准为100年一遇，坝后式电站装机容量3200千瓦，2005年提供城镇生活用水120万立方米。